# Chernelházadamonya
Chernelházadamonya là một thị trấn thuộc hạt Vas, Hungary. Thị trấn này có diện tích 7,85 km², dân số năm 2010 là 196 người, mật độ 25 người/km².